# Jean-Baptiste-Nicolas Thomas de Pange
Pour les articles homonymes, voir Pange.
Jean-Baptiste-Nicolas Thomas de Pange (1727-1774), ou Thomas de Domangeville, est un général français du règne de Louis XV.

## Biographie
Jean-Baptiste-Nicolas naît le 13 novembre 1727 à Metz dans les Trois-Évêchés. Son père Jean-Baptiste-Louis Thomas Seigneur puis marquis de Pange (1688-1769), qui était trésorier de l’extraordinaire des guerres et avait épousé en 1716 Françoise de Thumery (1686-1752), avec qui il avait eu six enfants, avait fait construire en 1720 le château de Pange. Son frère aîné, le 2d marquis de Pange Jean-Baptiste-François (1717-1780), sera nommé grand-bailli d'épée de la ville de Metz en 1773.
Comme simple cornette, le futur baron de Mareuil entre au régiment de cavalerie de La Rochefoucauld le 5 mai 1748, à la fin de la guerre de Succession d'Autriche. Le 21 juin de la même année, il est promu capitaine et commande une compagnie. En 1749, il est promu « maréchal des logis des armées du roi ». En novembre 1750, Thomas de Pange de Domangeville est nommé « mestre de cavalerie », soit commandant de régiment. Le 7 janvier 1754, Thomas de Pange de Domangeville reçoit la croix de chevalier de l'Ordre royal et militaire de Saint-Louis.
Au début de la Guerre de Sept Ans, en mars 1757, Thomas de Pange est nommé « aide-maréchal général des logis » de l’armée d'Allemagne, soit aide-major général. Au cours de la guerre, en février 1761, il est promu « brigadier des armées du Roi », puis « maréchal de camp », soit général de brigade, le 25 juillet 1762.
Il épouse Marie-Pauline Josèphe Chalvet de Rochemonteix (1744-1774) dans la chapelle du château de 
Vernassal (Léotoing) le 25 mars 1761. Elle est la fille d’Henri Chalvet de Rochemonteix (1718-1745), officier général des armées du roi. Par ce mariage, Jean-Baptiste-Nicolas hérite des terres de Champagne et du Château de Mareuil. Ils ont quatre enfants :

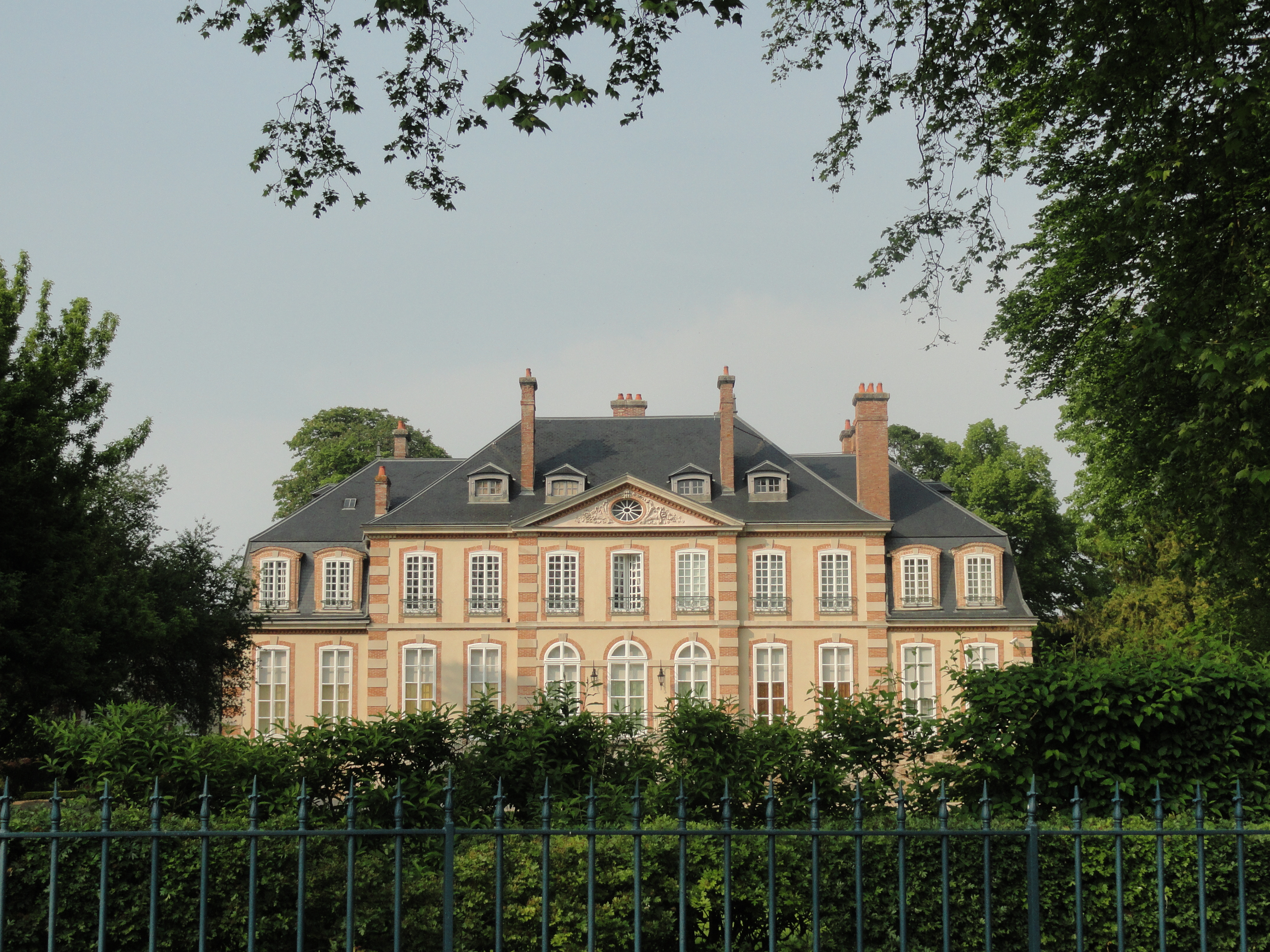
Le château de Mareuil-sur-Aÿ, près de Reims où vécut la famille Thomas de Pange de Domangeville

- Anne-Marie-Louise Thomas de Domangeville (1762-1799) épouse en 1779 Antoine Mégret, comte de Sérilly (1746-guillotiné en 1794), en 1796 François Thomas de Pange, comte de Pange dit le chevalier de Pange (1764-1796) en 1798 Anne-Pierre de Montesquiou-Fézensac, marquis de Montesquiou (1739-1798)
- Jean-Baptiste Antoine François Thomas de Domangeville (1763-guillotiné en 1794)
- Amédée Thomas de Domangeville (1764-1777)
- Anne-Pauline Thomas de Domangeville (1765-1786) épouse Jean-Baptiste Chastel de Boinville

Ayant des problèmes de santé, Jean-Baptiste-Nicolas Thomas de Pange quitte le service actif pour se retirer au château de Mareuil, près de Reims, où il décède prématurément le 29 août 1774  à l'âge de 46 ans après avoir confié l'éducation de ses enfants à son frère, le marquis de Pange.
Malade, son épouse le suit de peu dans la tombe.

## Sources
- Général Dennery, Les maréchaux de camp de Pange, in Académie nationale de Metz, 1924, pp. 119-131.En ligne